# Pelargonium griseum
Pelargonium griseum är en näveväxtart som beskrevs av Paul Erich Otto Wilhelm Knuth. Pelargonium griseum ingår i släktet pelargoner, och familjen näveväxter. Inga underarter finns listade i Catalogue of Life.